# Csurgónagymarton
Csurgónagymarton je obec v Maďarsku v župě Somogy.
Rozkládá se na ploše 14,82 km² a v roce 2024 zde žilo 160 obyvatel.